# شهرستان ماریون (میسیسیپی)
شهرستان ماریون، میسیسیپی (به انگلیسی: Marion County, Mississippi) یک سکونتگاه مسکونی در ایالات متحده آمریکا است که در ایالت میسیسیپی واقع شده‌است.